# Natasha Newsome Drennan

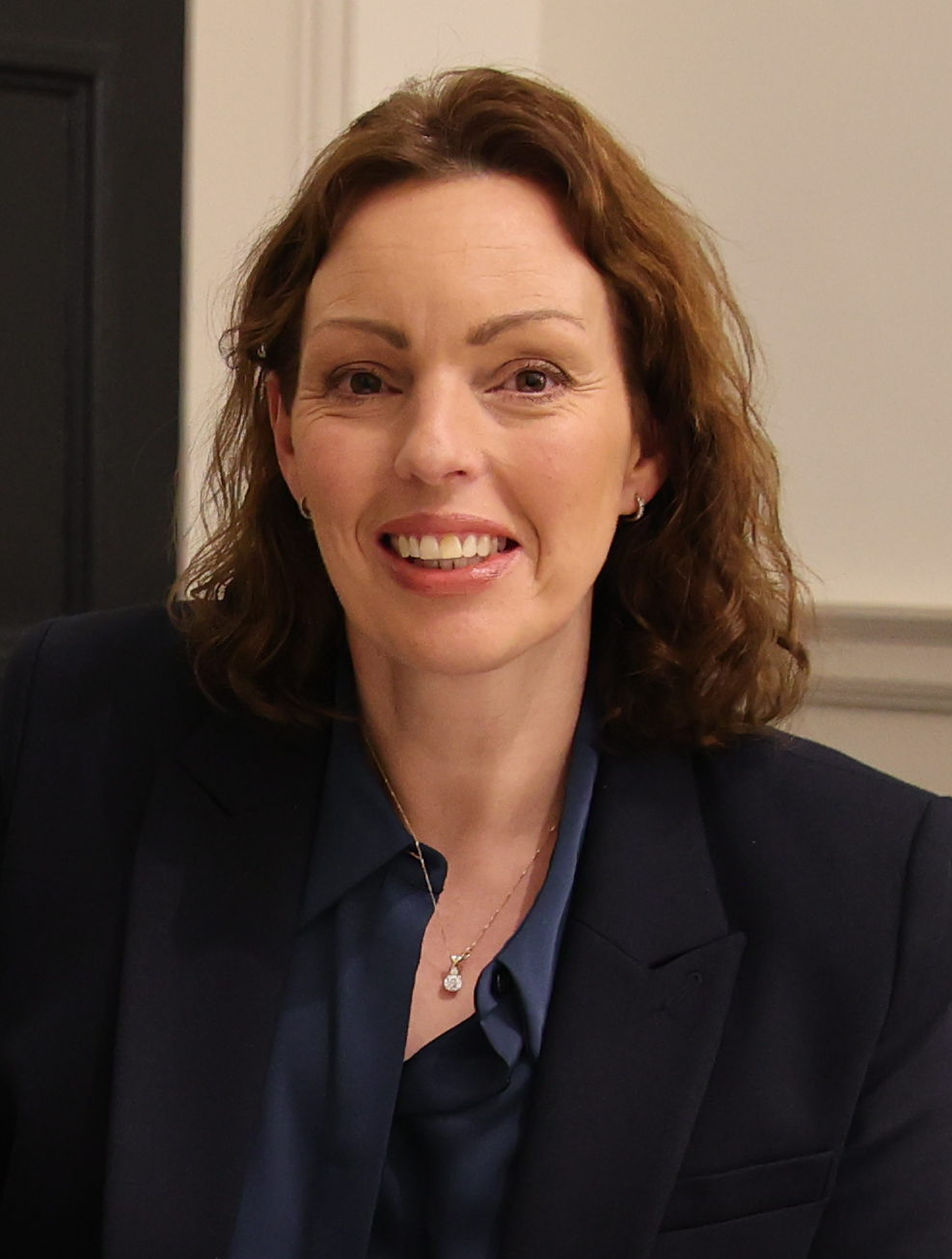
Natasha Newsome Drennan (2024)

Natasha Newsome Drennan (* 1975 oder 1976) ist eine irische Politikerin der Sinn Féin. Seit Dezember 2024 ist sie Teachta Dála, Abgeordnete, im irischen Unterhaus Dáil Éireann.

## Leben
Natasha Newsome Drennan wuchs in Knocktopher auf und half im Familienbetrieb mit. Sie betreibt mit ihrem Mann John und den vier Kindern in Mullinavat eine Kälbermast. Ergänzend arbeitet sie als persönliche Assistentin für körperlich Behinderte. 2024 versuchte sie zunächst, in den Kilkenny County Council gewählt zu werden, scheiterte jedoch. 
Bei den Wahlen zum Dáil Éireann 2024 wurde sie als Sinn-Féin-Kandidatin im Wahlkreis Carlow-Kilkenny knapp gewählt.